# Shingo Akamine
Shingo Akamine (赤嶺 真吾?, Akamine Shingo; Okinawa, 8 dicembre 1983) è un ex calciatore giapponese, di ruolo attaccante.